# Jenny Wren
Jenny Wren è una canzone di Paul McCartney, presente nell'album Chaos and Creation in the Backyard, pubblicata il 21 novembre 2005, secondo singolo estratto dall'album nel Regno Unito.

## Il brano
Il brano è stato scritto a Los Angeles, e parla di una donna con lo stesso nome dal romanzo di Charles Dickens Il nostro comune amico. Si riferisce anche a un uccello inglese conosciuto come lo scricciolo ("Wren"), che risulta essere il preferito da McCartney, il quale ha scritto la melodia nello stesso stile finger picking usato in altri suoi pezzi quali Blackbird, Mother Nature's Son e Calico Skies. La canzone parla di solitudine, come altri suoi famosi brani e si è aggiudicata una nomination per il Grammy Awards del 2007 nella categoria Best Male Pop Vocal Performance. L'assolo è suonato da uno strumento a fiato armeno, chiamato duduk - il primo nella storia della musica pop - eseguito da un musicista venezuelano, il polistrumentista Pedro Eustache. Il musicista ha ricordato la sua esecuzione come un momento catturato "in una sola take".

### Testo e significato
Nella canzone l'autore parla dell'aridità dei sentimenti del mondo, e di come gli uomini lasciano scorrere i giorni senza dare importanza all'amore ed al valore della vita, non permettendo a Jenny di cantare. La riflessione passa attraverso la povertà e la tristezza del pianeta e dei suoi abitanti, che come "guerrieri feriti" portano via la canzone. Il testo si conclude con una nota di speranza in cui l'augurio è che gli uomini sappiano redimersi e Jenny possa nuovamente cantare.

### Registrazione
La canzone venne registrata nell'ottobre 2004, mentre l'assolo di duduk venne aggiunto in una successiva sessione in studio il 25 dello stesso mese.

## Critica e accoglienza
All'indomani della sua pubblicazione su Chaos and Creation in the Backyard, il pezzo venne salutato favorevolmente dalla critica musicale di tutto il mondo. Anthony De Curtis su Rolling Stone la trovò simile a Mother's Nature's Son, ma dall'atmosfera più cupa. Luca Perasi nel libro Paul McCartney: Recording Sessions (1969-2011) la definisce "una ballata popolare di crepuscolare malinconia".